# Lipnica Murowana
Lipnica Murowana ist eine ehemalige Stadt (1326–1933) im Powiat Bocheński der Woiwodschaft Kleinpolen in Polen. Es ist Sitz der gleichnamigen Landgemeinde mit etwa 5650 Einwohnern.

## Geographie
Der Ort liegt am Fluss Uszwica im Wiśniczer Vorgebirge auf dem Weg von Gdów nach Czchów.

## Geschichte
Es gab schon im Jahr 1325 eine Kirche im Dorf Lipnica (der Name abgeleitet von Linden, polnisch lipa = „Linde“). Im Jahr 1326 stellte der König Władysław I. Ellenlang das Gründungsprivileg nach dem Neumarkter Recht für die Gründung einer neuen Stadt auf dem Grund des Dorfs Villa Conradi, aus. Dieses Dorf wurde manchmal auch als das benachbarte Dorf Lipnica Dolna identifiziert und das Privileg wurde deswegen als Anfang von Lipnica Murowana betrachtet. Im Jahre 1364 wurde vom König Kasimir der Große eine neue Pfarrkirche gestiftet. Fünfzehn Jahre später wurde das Neumarkter Recht durch das Magdeburger Recht ersetzt.
Im 15. Jahrhundert entstanden die Vorstädte Lipnica Dolna (1416 gegründet – falls nicht schon früher als Conradi Villa) und Lipnica Górna (1470 gegründet), die heutigen Dörfer der Gemeinde. Im Jahre 1580 hatte die Stadt etwa 1000 Einwohner.
Bei der Ersten Teilung Polens kam Lipnica 1772 zum neuen Königreich Galizien und Lodomerien des habsburgischen Kaiserreichs (ab 1804).
1918, nach dem Ende des Ersten Weltkriegs und dem Zusammenbruch der k.u.k. Monarchie, kam Lipnica zu Polen. Unterbrochen wurde dies nur durch die Besetzung Polens durch die Wehrmacht im Zweiten Weltkrieg. Lipnica Murowana verlor das Stadtrecht im Jahr 1933.
Von 1975 bis 1998 gehörte Lipnica zur Woiwodschaft Tarnów.

## Sehenswürdigkeiten
- Marktplatz
- Pfarrkirche, gebaut 1364
- Gemauerte St.-Simon-Kirche, gebaut 1636 bis 1648
- Leonardskirche, hölzerne Friedhofskirche, gebaut 1502

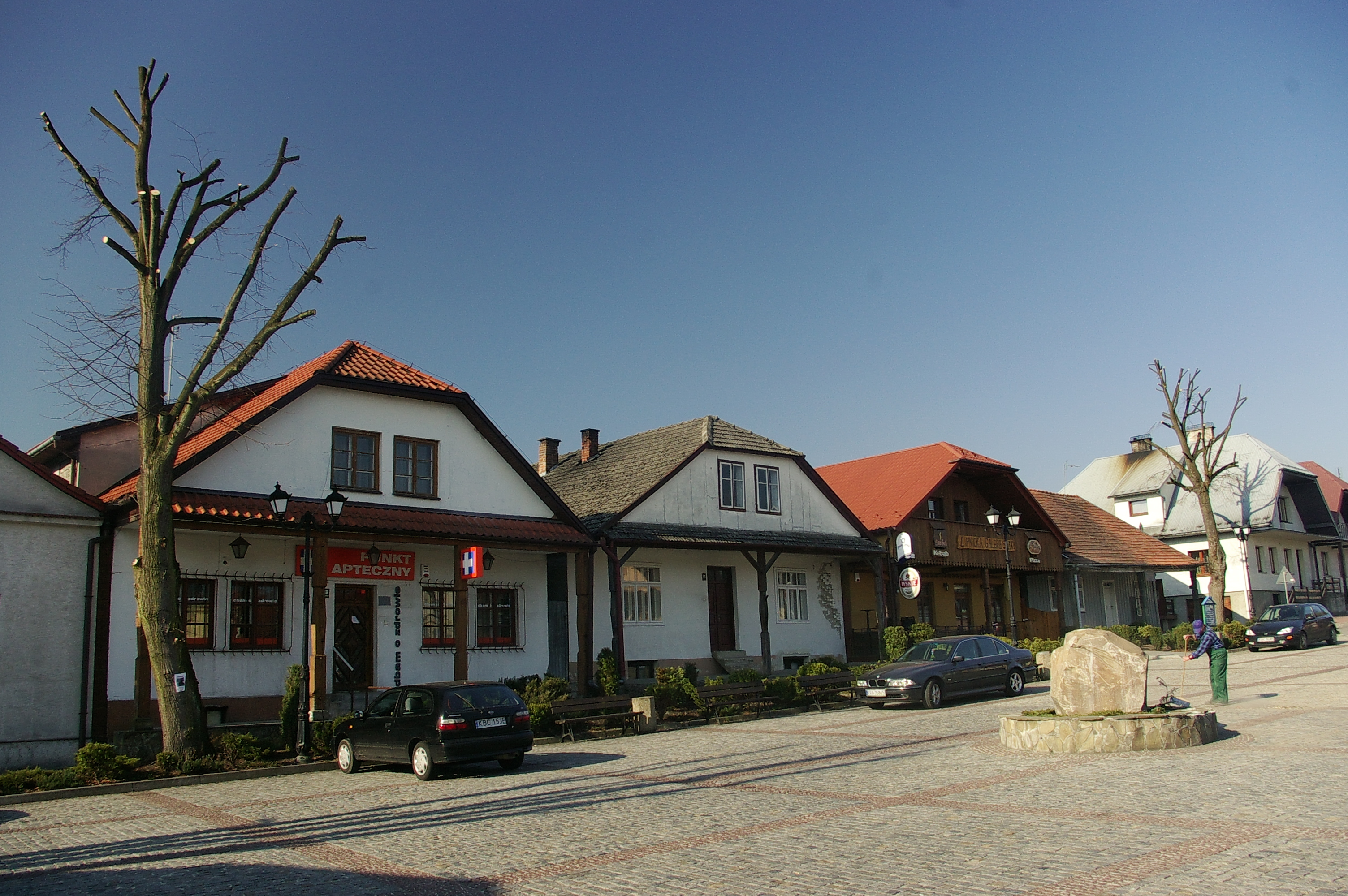
Marktplatz
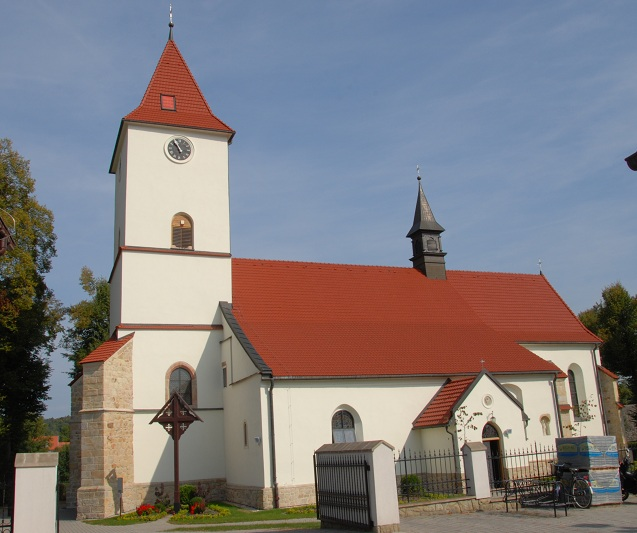
Pfarrkirche (1364)
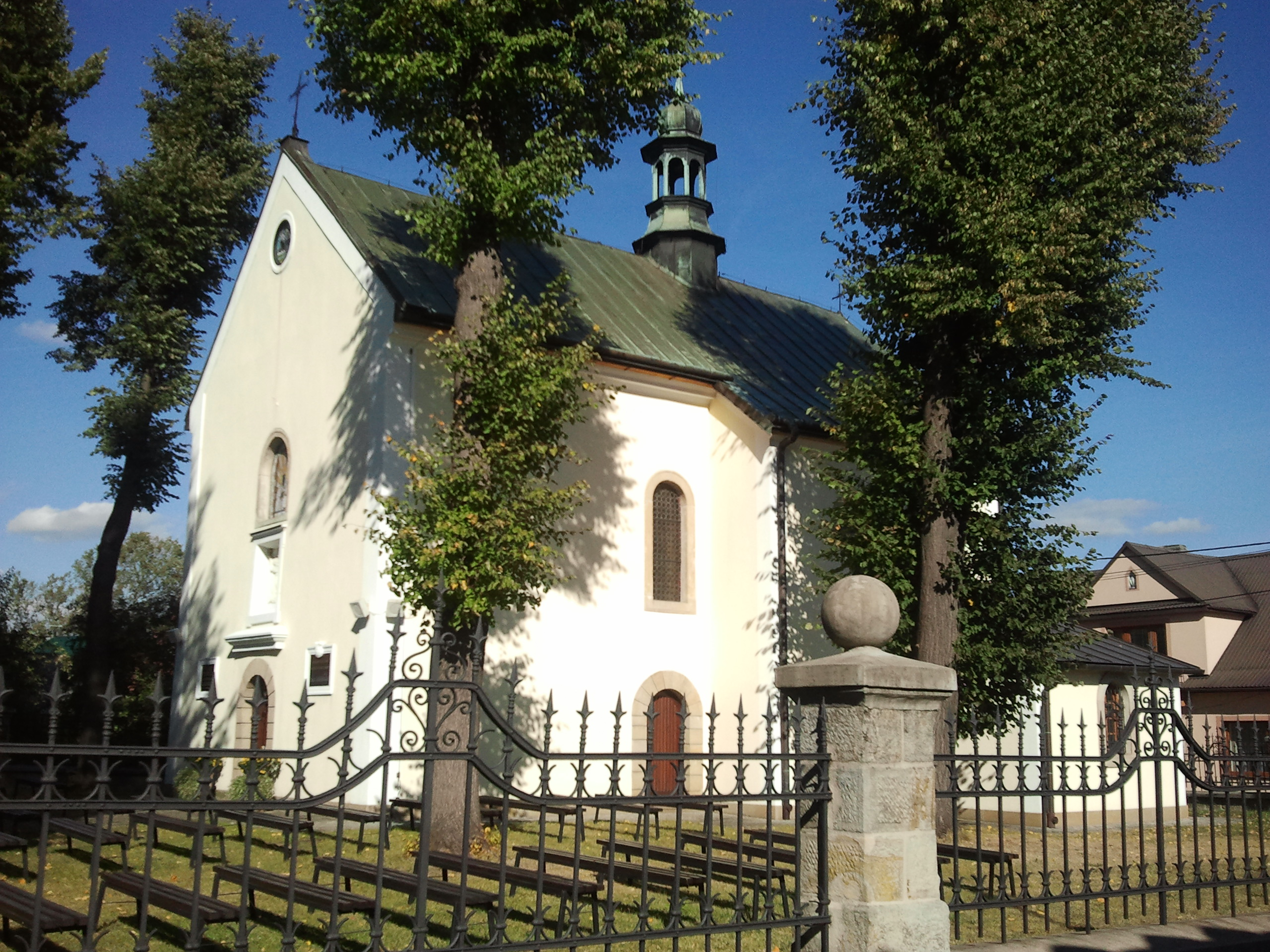
Simonkirche (17. Jahrhundert)
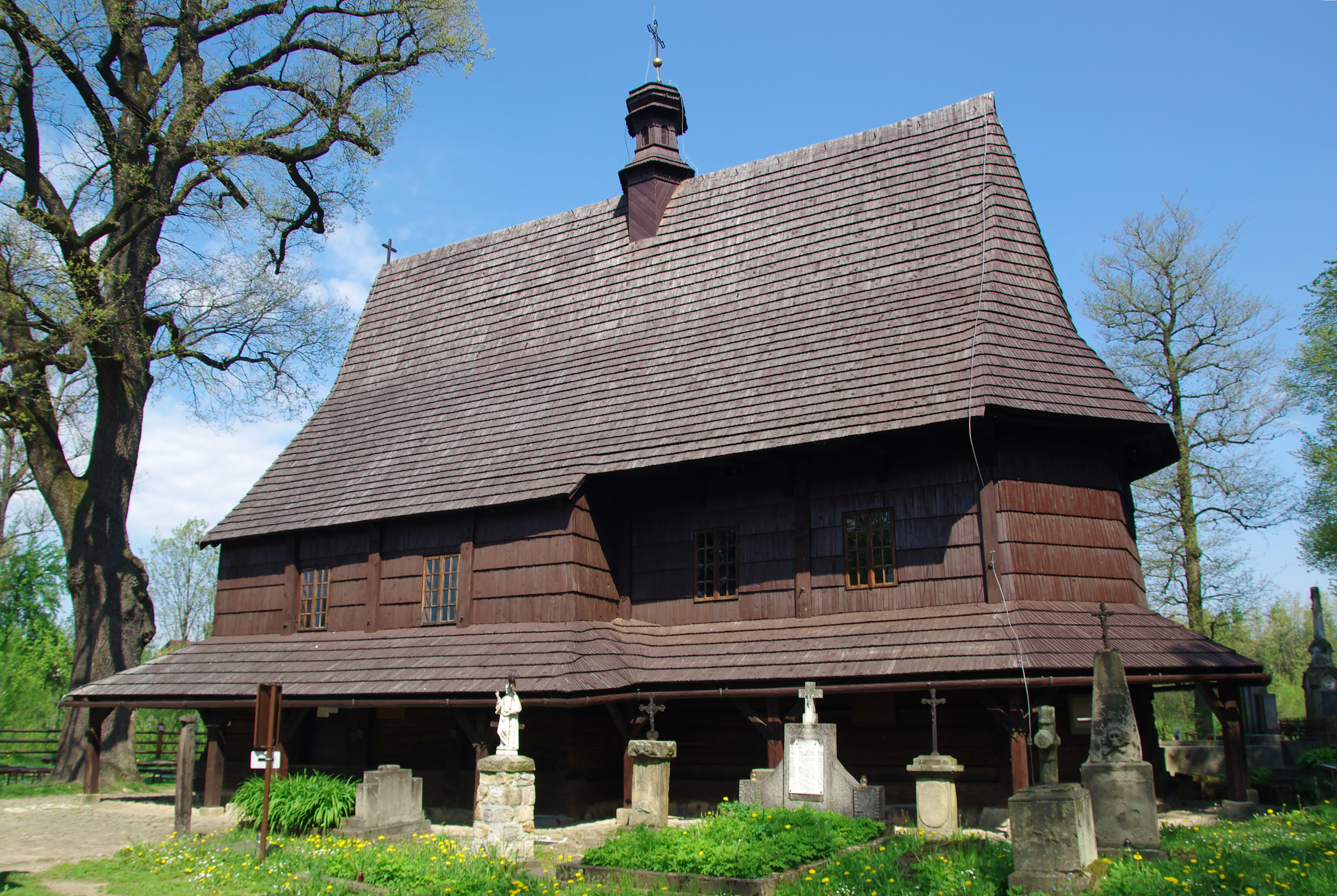
Holzkirche (1502)
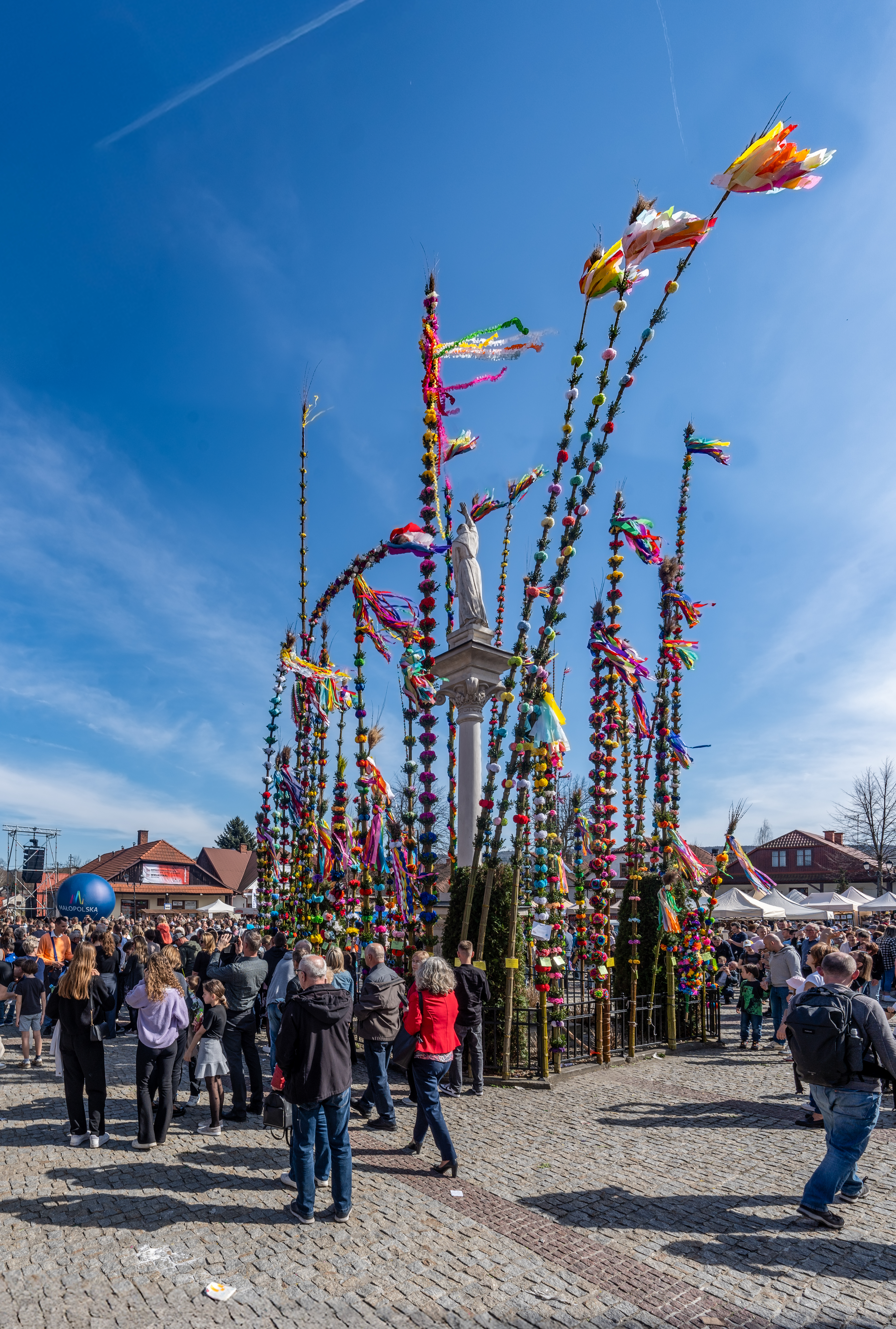
Wettbewerb um die größte Osterpalme

## Gemeinde
Zur Landgemeinde (gmina wiejska) Lipnica Murowana gehören fünf Dörfer mit einem Schulzenamt.

## Söhne und Töchter
- Simon von Lipnica (um 1438–1482), katholischer Mönch und Heiliger
- Stanisław Salaterski (* 1954), katholischer Geistlicher, Weihbischof in Tarnów.